# (5459) Saraburger
(5459) Saraburger (1981 QP3) – planetoida z pasa głównego asteroid okrążająca Słońce w ciągu 4,9 lat w średniej odległości 2,88 j.a. Odkryta 26 sierpnia 1981 roku.